# Parc Nacional de Reisa
El Parc Nacional de Reisa (noruec: Reisa nasjonalpark) és un parc nacional situat al municipi de Nordreisa, comtat de Troms, Noruega, que va ser establert el 28 de novembre de 1986. El parc és ple de vida salvatge i silvestre. L'aligot calçat és l'au més comuna del parc, però els excursionistes també pot detectar l'àguila daurada, el xoriguer i el falcó grifó. Els goluts i els linxs viuen al parc i a les muntanyes circumdants. El nom del parc en sami, Njállaávzi, significa guineu àrtica, espècie que ha viscut a la zona molt de temps. El depredador més gran de Noruega, l'os bru, s'observa ocasionalment al parc.
El riu Reisa ha tallat una vall i un canyó (al nord de l'OMI) en l'altiplà de la muntanya, produint la llarga vall fèrtil anomenada Reisadalen. Les Cascades són comunes al parc, destacant en les valls trencades. La cascada Mollisfossen és una de les més espectaculars caient 269 metres d'altura.
La vall i les muntanyes adjacents han estat valuosos per a la caça i la pesca des de fa segles. La fusta de pi roig, es van utilitzar per a llenya i per a produir quitrà. Gairebé totes les granges de la vall van obtenir ingressos addicionals fent quitrà, i la producció va continuar fins ben entrat el segle xx. Les restes de molts forns de quitrà encara es poden trobar. Les àrees del parc i els voltants a la primavera i a la tardor són ideals per al pasturatge de rens semi-domesticats. A l'hivern, els rens en aquesta regió pasturen a la zona del municipi de Kautokeino, al comtat de Finnmark. A l'estiu van a la costa del nord-oest.